# Tereblecea, Adâncata
Tereblecea, întâlnit și sub formele Terebliște și Porubna (în ucraineană Тереблече, transliterat Tereblece și în germană Tereblestie, în dialectul șvăbesc Triwlescht) este un sat reședință de comună în raionul Adâncata din regiunea Cernăuți (Ucraina). Are 2,883 locuitori, preponderent români.
Satul este situat în partea de sud a raionului Adâncata, în apropierea frontierei cu România. Aici se află punctul internațional de trecere a frontierei auto și pietonal Porubna (Tereblecea) - Siret. De această comună depinde administrativ satul Gărbăuți.
În perioada 1946-1995 localitatea a purtat denumirea ucraineană Porubna (în ucraineană Порубне).

## Istorie
Localitatea Tereblecea a făcut parte încă de la înființare din regiunea istorică Bucovina a Principatului Moldovei. În ianuarie 1775, ca urmare a atitudinii de neutralitate pe care a avut-o în timpul conflictului militar dintre Turcia și Rusia (1768-1774), Imperiul Habsburgic (Austria de astăzi) a primit o parte din teritoriul Moldovei, teritoriu cunoscut sub denumirea de Bucovina. După anexarea Bucovinei de către Imperiul Habsburgic în anul 1775, localitatea Tereblecea a făcut parte din Ducatul Bucovinei, guvernat de către austrieci, făcând parte din districtul Siret (în germană Sereth).  
După Unirea Bucovinei cu România la 28 noiembrie 1918, satul Tereblecea a făcut parte din componența României, în Plasa Siretului a județului Rădăuți. Pe atunci, majoritatea populației era formată din români, existând și o comunitate de germani în suburbia Tereblecea Nouă (sau Tereblecea Nemțească).
Ca urmare a Pactului Ribbentrop-Molotov (1939), Bucovina de Nord a fost anexată de către URSS la 28 iunie 1940. Bucovina de Nord a reintrat în componența României în perioada 1941-1944, fiind reocupată de către URSS în anul 1944 și integrată în componența RSS Ucrainene. În anul 1946, cele două sate (Tereblecea și Tereblecea Nouă) au fost contopite într-un sat pe care autoritățile sovietice l-au denumit Porubna. 
Începând din anul 1991, satul Tereblecea face parte din raionul Adâncata al regiunii Cernăuți din cadrul Ucrainei independente. La recensământul din 1989, numărul locuitorilor care s-au declarat români plus moldoveni era de 2.148 (2.104+34), reprezentând 80,30% din populația localității . 
Prin Decizia nr. 133 din 2 martie 1995, Rada Supremă a Ucrainei a schimbat denumirea satului din cea de Porubna în cea purtată anterior de Tereblecea . În prezent, satul are 2.883 locuitori, preponderent români.

## Demografie
Componența lingvistică a localității Tereblecea
     Română (81,33%)
     Ucraineană (13,81%)
     Polonă (4,3%)
     Alte limbi (0,55%)
Conform recensământului din 2001, majoritatea populației localității Tereblecea era vorbitoare de română (81,33%), existând în minoritate și vorbitori de ucraineană (13,81%) și polonă (4,3%).
1930: 2.947- Tereblecea și 1.232- Tereblecea Nouă (recensământ) 
1989: 2.675 (recensământ)
2007: 2.883 (estimare)

## Recensământul din 1930
Componența etnică a comunei Tereblecea (județul Rădăuți)
     Români (59,12%)
     Germani (27,76%)
     Evrei (1,27%)
     Polonezi (10,2%)
     Altă etnie (1,65%)
Componența confesională a comunei Tereblecea
     Ortodocși (58,82%)
     Romano-catolici (15,87%)
     Mozaici (1,29%)
     Evanghelici\Luterani (21,66%)
     Greco-catolici (2,15%)
     Altă etnie (0,21%)
Conform recensământului efectuat în 1930, populația comunei Tereblecea (inclusiv a satului Tereblecea Nouă/Tereblecea Nemțească) se ridica la 4179 locuitori. Majoritatea locuitorilor erau români (59,12%), cu o minoritate de germani (27,76%), una de evrei (1,27%) și una de polonezi (10,2%). Alte persoane s-au declarat: ruteni (41 de persoane), ruși (26 de persoane) și cehi\slovaci (2 persoane). Din punct de vedere confesional, majoritatea locuitorilor erau ortodocși (58,82%), dar existau și romano-catolici (15,87%), mozaici (1,29%), evanghelici\luterani (21,66%) și greco-catolici (2,15%). Alte persoane s-au declarat: baptiști (6 persoane) și 7 persoane nu au declarat religia.